# Švedska kraljeva garda
Švedska kraljeva garda (švedsko: Högvakten) je gardna enota Švedske kraljeve kopenske vojske, katere glavna naloga je varovati švedsko kraljevo družino ter izvajanje ceremonialnih dolžnosti ob različnih praznikih, obletnicah in državniških obiskih. Garda ni stalna, zato njene dolžnosti opravljajo različne enote v vojski. Razdeljena je na dva dela. Glavni del garde je nastanjen v kraljevi palači v Stockholmu, preostali del garde pa je nastanjen v palači Drottningholm. Začetki garde segajo v 16. stoletje, od leta 1523 pa je garda stalna.
Večji del leta je za kraljevo gardo določena poseben pehotno/konjeniški regiment (Livgardet), občasno pa njegove naloge prevzamejo tudi drugi regimenti švedske vojske, kot je npr. Švedska domača garda. Vendar pa ti regimenti kraljeve gardne dolžnosti prevzamejo le za pet do sedem dni.
Med aprilom in avgustom je okoli kraljeve palače moč videti konjeniške gardne enote, ki jih spremlja glasbeni korpus. Garda je nastanjena v vojašnici v predelu Stockholma, poimenovanem Gardet. Menjava garde poteka pred kraljevo palačo vsak dan okoli 13.00 in pritegne številne radovedneže in turiste.